# Барбарис амурский
Барбарис амурский (лат. Berberis amurensis Rupr.) — кустарник, вид рода Барбарис (Berberis) семейства Барбарисовые (Berberidaceae).

## Распространение и экология
В природе ареал вида охватывает Приморский край и южную часть Хабаровского края, восточные районы Китая и Корею. Описан из долины реки Амура. Вверх поднимается до 400—500, реже 600 м. В Приморье чаще встречается на восточных склонах Сихоте-Алиня, где местами образует небольшие заросли.
Произрастает в широколиственных, широколиственно-кедровых и кедрово-еловых лесах, по опушкам лесов, берегам горных речек, на речных террасах, среди кустарников, на сухих каменистых и щебнистых склонах, преимущественно на богатых гумусом почвах. Сплошных зарослей не образует.
Нетребователен к почве, зимостоек, светолюбив, но мирится с легким затенением, не выносит застойного увлажнения. Растет быстро, даёт обильную поросль от пня.
Размножается семенами, отводками, корневыми отпрысками, делением кустов и летними черенками. При разведении барбариса следует учитывать, что он является переносчиком ржавчинного гриба, поражающего посевы злаковых, поэтому его соседство с ними не допустимо.
На территории России культивируется повсеместно.

## Ботаническое описание

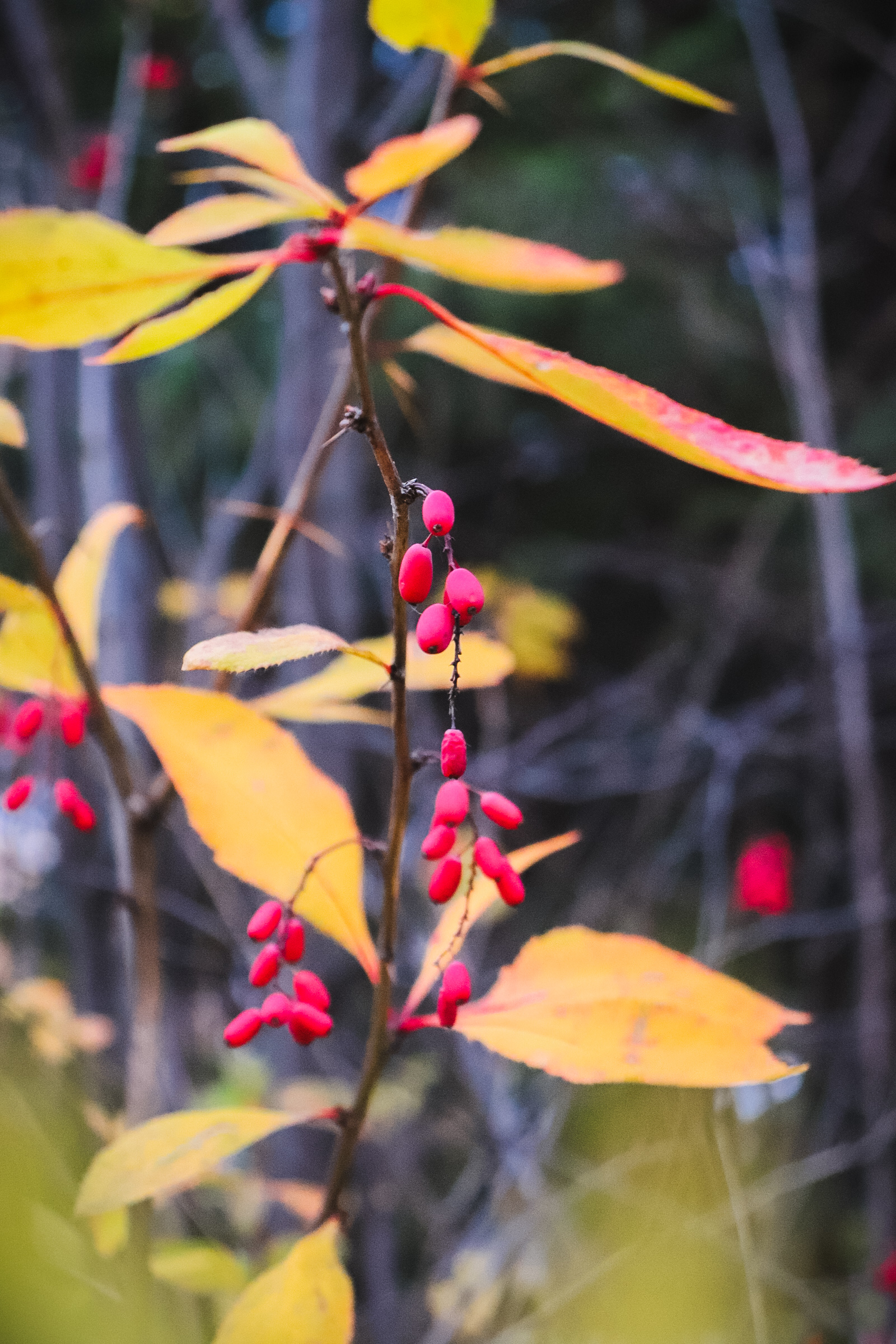
Барбарис амурский, ветка с ягодами

Маловетвистый колючий кустарник высотой до 3,5 м. Ветви прямые, слабоветвистые, стоячие, ребристые, желтоватые, позднее серые.
Почки красные или бурые, длиной до 1,5 мм, острые. Листья очерёдные перепончатые, эллиптические или обратнояйцевидные, длиной до 12 см, шириной 5 см, по краю мелко-колючезубчатые, матовые, летом светло-зелёные, осенью пурпуровые, тёмно-красные. Листья большей частью располагаются пучками на укороченных побегах. На нижней поверхности резко выступает сеть жилок.
Колючки желтоватые, обычно трёхраздельные, длиной до 3 см, на стерильных побегах длиннее; на одногодичных порослевых побегах, особенно ближе к основанию, часто 4—5-, а иногда и 7-раздельные, цилиндрические или утолщённые и плоские; у порослевых побегов нижние колючки листовидно расширенные.
Соцветия кистевидные, длиной до 10 см, 10—25-цветковые, при созревании плодов поникающие. Цветки повислые, на цветоножках длиной до 1 см, бледно-жёлтые, пахучие. Чашелистики обратнояйцевидные, лепестковидные, их шесть. Лепестки при основании с двумя желёзками, на верхушке выемчатые, почти равны внутренним чашелистикам, их шесть. Тычинок шесть. Пестик с верхней одногнёздной завязью, коротким столбиком и щитовидным рыльцем. Цветёт в мае — июне.
Ягоды суховатые эллипсоидальные, длиной около 1 см, ярко-красные кислые. Семя если одно, то яйцевидное, если два, то с одной стороны плоское, 4—6 мм. В 1 кг 6,2 тыс. плодов, или 79 тыс. семян; 1 тыс. семян весит 8,2—18,6 г. Плодоносит в августе — октябре.

## Растительное сырьё

### Заготовка
С лечебной целью используют листья, корни, кору и плоды барбариса амурского.
Листья заготавливают в мае — июне, в период цветения (по другим данным, после цветения). Их срезают ножницами или обрывают. Сушат сырьё, раскладывая тонким слоем на ткани или бумаге под навесом, на чердаках. Высушенные листья сверху тёмно-зелёные, снизу светло-зелёные, тонкие, ломкие, скрученные, своеобразного запаха, слабокислого вкуса. Хранят сырьё в сухих, хорошо проветриваемых помещениях, на полках. Срок хранения обычно 1—1,5 года.
Корни заготавливают осенью, в октябре — ноябре, или весной, в апреле. Выкапывают их лопатами, отряхивают с земли, отрезают мелкие корешки, подсушивают на воздухе (не моют, так как содержащийся в них берберин хорошо растворяется в воде), затем разрезают на куски длиной до 2 см. Сушат под навесом, на чердаках, в сушилке или духовке при температуре 45—50 °С в течение 4—5 дней. Высушенные корни продольно-морщинистые, внутри лимонно-жёлтые, снаружи буроватые, слабого запаха, горького вкуса. Корневую систему использовать полностью не рекомендуется, необходимо оставлять черенок корня длиной 10—15 см. На каждые 10 м² площади зарослей барбариса положено сохранять один нетронутый куст. У корней диаметром более 6 см используют только кору с небольшим количеством сердцевины. Упаковывают их в мешки. Срок хранения 3 года.
Кору заготавливают в апреле — мае с молодых веток во время сокодвижения. Ветки надрезают кольцеобразно на расстоянии 10—15 см, делают продольные разрезы и снимают кору. Сушат так же, как корни. Высушенное сырьё имеет вид трубок или желобков, на внутренней поверхности с небольшими остатками древесины. Цвет коры внутри желтовато-серый, снаружи — серый или буровато-жёлтый. Запах слабый, специфический; вкус горький. Срок хранения 3 года.
Плоды собирают созревшими поздней осенью, после первых заморозков. Сушат на солнце, чердаках, под навесом, в духовках, тёплых печах.

### Химический состав
Все части барбариса амурского содержат алкалоиды (до 0,3 %), берберин, пальмитин и др. В коре корней, кроме берберина, найдены также алкалоид оксиакантин; в коре ветвей — алкалоиды, дубильные, красящие, смолистые вещества; в корнях — алкалоиды берин, берберрубин, леонтин и др. Плоды барбариса содержат сахара, каротин, витамин K, аскорбиновую (до 172 мг/%), лимонную, яблочную, винную кислоты, алкалоиды (берберин и др.), дубильные, пектиновые, красящие вещества, минеральные соли. В листьях найдены дубильные и смолистые вещества, эфирное масло, витамины С, яблочная кислота, каротин, филохинон.

### Фармакологические свойства
Действие барбарисов в основном связывают с наличием в них алкалоида берберина. Препараты барбариса обладают противовоспалительным, желчегонным, мочегонным, противомикробным, вяжущим, кровоостанавливающим и антисептическим действиями. Берберин понижает артериальное давление, замедляет пульс (при тахикардии), усиливает отделение жёлчи. В эксперименте берберин оказывает стимулирующее действие на маточную мускулатуру, расслабляет гладкую мускулатуру изолированного отрезка кишки кролика.
Механизм действия препаратов барбариса связан как с антиспастическим влиянием на жёлчный пузырь, так и с холеретическим эффектом. Расслабление жёлчного пузыря обусловливает присасывающее действие, дренаж жёлчных ходов и прекращение тягостных болевых ощущений в области печени.

## Значение и применение
Древесина жёлто-зелёная или буро-жёлтая, с широкой заболонью лимонно-жёлтого цвета, трудно колется, пригодна для инкрустации, выделку сапожных гвоздей и мелких токарных изделий.
Из зрелых плодов с квасцами готовят краситель для бумаги, льна, шерсти; из корней — жёлтый краситель для кож и шерсти.
Хорошо переносит стрижку и поэтому считается ценным видом для устройства живой изгороди.

### Применение в медицине
Применяется при хронических заболеваниях печени и жёлчного пузыря, язвенной болезни желудка и двенадцатипёрстной кишки, воспалении верхних дыхательных путей, туберкулёзе. Излечивает диарею, дизентерию, астму. Ягоды его уничтожают последствия пьянства. Настой и настойка из барбариса усиливают жёлчеотделение и сокращение матки при маточных кровотечениях в послеродовом периоде.
В народной медицине барбарис амурский считается лекарственным растением, но согласно «Атласу ареалов и ресурсов лекарственных растений СССР» (1976) препараты из него исключены из номенклатуры лекарственных средств.

### Прочее
Весенний медонос и пыльценос. Пчёлами посещается интенсивно. Продуктивность нектара 100 цветками в условиях юга Дальнего Востока — 19,6—21,3 мг сахара.

## Классификация

### Таксономия
Вид Барбарис амурский входит в род Барбарис (Berberis) трибы Барбарисовые (Berberideae) подсемейства Барбарисовые (Berberidoideae) семейства Барбарисовые (Berberidaceae) порядка Лютикоцветные (Ranunculales).
|  |                       |  |                                          |                                          |                           |  | ещё 1 подсемейство (согласно Системе APG II) | ещё 1 подсемейство (согласно Системе APG II) |                                       |  |  |  | ещё 11—14 родов         | ещё 11—14 родов       |  |  |
|  |                       |  |                                          |                                          |                           |  | ещё 1 подсемейство (согласно Системе APG II) | ещё 1 подсемейство (согласно Системе APG II) |                                       |  |  |  | ещё 11—14 родов         | ещё 11—14 родов       |  |  |
|  |                       |  |                                          | семейство Барбарисовые                   |                           |  |                                              |                                              | триба Барбарисовые                    |  |  |  |                         | вид Барбарис амурский |  |  |
|  |                       |  |                                          | семейство Барбарисовые                   |                           |  |                                              |                                              | триба Барбарисовые                    |  |  |  |                         | вид Барбарис амурский |  |  |
|  | порядок Лютикоцветные |  |                                          |                                          | подсемейство Барбарисовые |  |                                              |                                              | род Барбарис                          |  |  |  |                         |                       |  |  |
|  | порядок Лютикоцветные |  |                                          |                                          |                           |  |                                              |                                              |                                       |  |  |  |                         |                       |  |  |
|  |                       |  | ещё 9 семейств (согласно Системе APG II) | ещё 9 семейств (согласно Системе APG II) |                           |  |                                              | ещё 1 триба (согласно Системе APG II)        | ещё 1 триба (согласно Системе APG II) |  |  |  | ещё от 450 до 600 видов |                       |  |  |
|  |                       |  |                                          | ещё 9 семейств (согласно Системе APG II) |                           |  |                                              |                                              | ещё 1 триба (согласно Системе APG II) |  |  |  |                         |                       |  |  |

### Представители
В рамках вида выделяют несколько разновидностей:
- Berberis amurensis var. amurensis
- Berberis amurensis var. latifolia Nakai
- Berberis amurensis var. quelpaertensis (Nakai) Nakai — произрастает в Южной Корее.

- [syn.  Berberis quelpaertensis — Nakai]